# FAPDS
FAPDS (англ. Frangible Armour Piercing Discarding Sabot — укр. бронебійний підкаліберний з крихким осердям) — різновид підкаліберного снаряда з відокремлюваним піддоном ударний елемент якого повністю або частково руйнується при зіткненні з перешкодою. Він має поєднати переваги зовнішньої балістики підкаліберного снаряда (висока швидкість, настильна траєкторія) з ефективнішою дією фугасного снаряда.
Такі снаряди ефективні при застосуванні проти повітряних цілей або неброньованої та легкоброньованої наземної техніки, живої сили в легких укриттях.
Висока, порівняно з повнокаліберним снарядом, швидкість польоту призводить до скорочення часу в польоті та збільшує імовірність ураження цілі.
Натомість крихке осердя при зіткненні з неброньованою або легкоброньованою перепоною (обшивка літального апарата, кладка цегли, тощо) починає частково руйнуватись на уламки, які після подолання першої перешкоди починають розлітатись в боки та завдавати ураження об'єктам, що знаходяться за перешкодою.
Наприклад, снаряди 35×228 мм PMD 055 виробництва компанії Oerlikon (для зенітних артилерійських установок сімейства Oerlikon GDF) мають параметри зовнішньої балістики аналогічні бронебійному підкаліберному снаряду з трасером, а дія за обшивкою літального апарата подібна дії фугасного снаряда виробництва тієї ж фірми, але глибше в середині літака.